# 千葉県道120号多古栗源線

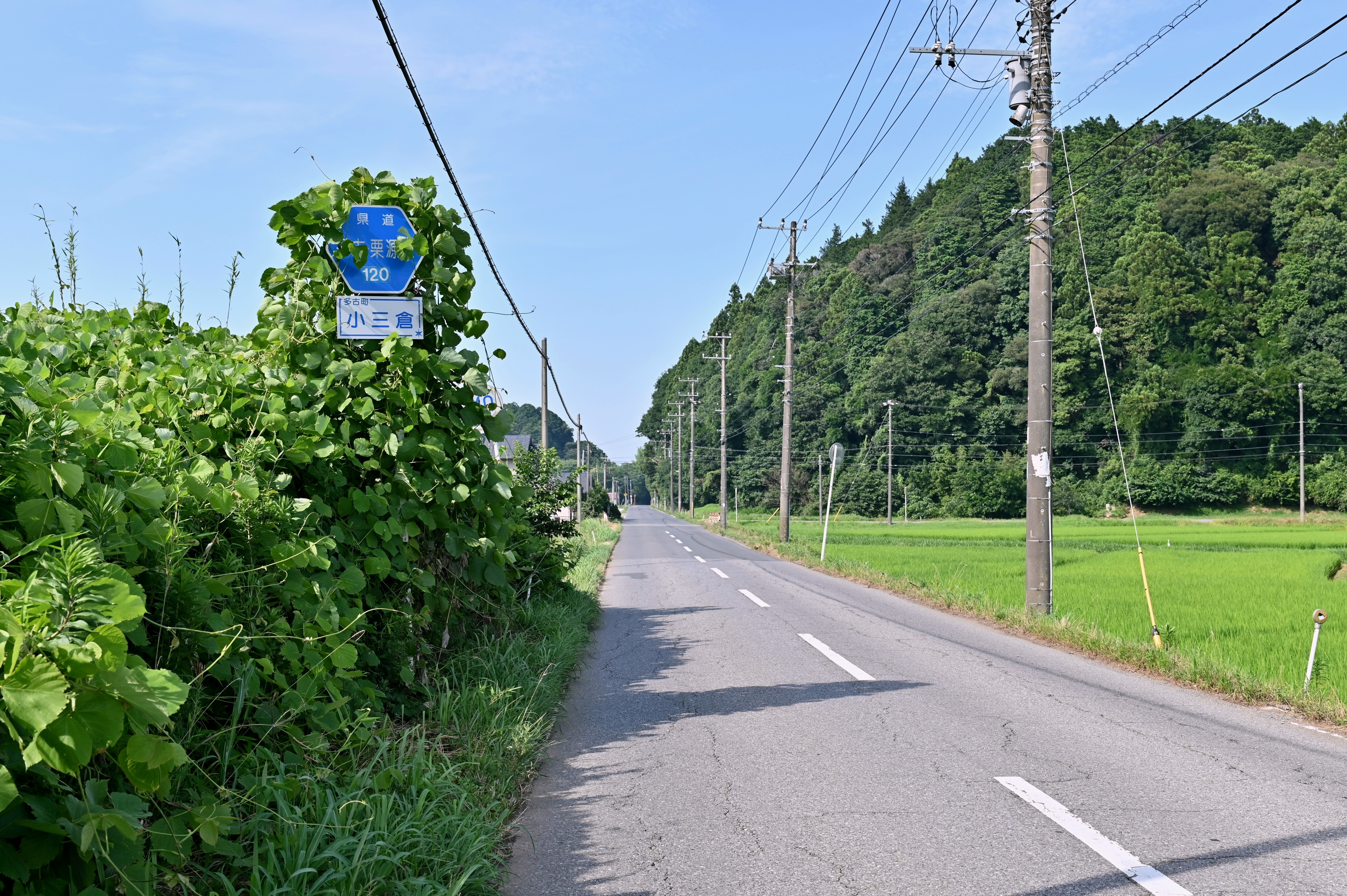
千葉県道120号多古栗源線
香取郡多古町次浦（2024年7月）
写真の案内標識の地名記載文字は誤り。

千葉県道120号多古栗源線（ちばけんどう120ごう たこくりもとせん）は、千葉県香取郡多古町と香取市を結ぶ一般県道。

## 概要
- 起点：香取郡多古町多古（千葉県道74号多古笹本線交点）
- 終点：香取市西田部（千葉県道16号佐原八日市場線交点）
- 総延長：7.659 km（成田土木事務所管内：7.416 km[1]、香取土木事務所管内：0.243 km[2]）
- 重用延長：なし（成田土木事務所管内：0.0 km、香取土木事務所管内：0.0 km）
- 未供用延長：なし（成田土木事務所管内：0.0 km、香取土木事務所管内：0.0 km）
- 実延長：7.659 km（成田土木事務所管内：7.416 km[1]、香取土木事務所管内：0.243 km[2]）

## 地理

### 通過する自治体
- 千葉県
  - 香取郡多古町 - 香取市

### 交差する道路
- 千葉県道74号多古笹本線（起点）
- 千葉県道16号佐原八日市場線（終点）